# Cisowy Potok (dopływ Kocierzanki)
Cisowy Potok – potok, prawy dopływ Kocierzanki o długości 2,57 km i powierzchni zlewni 2,87 km².
Zlewnia potoku znajduje się w obrębie miejscowości Kocierz Rychwałdzki w Beskidzie Małym. Cisowy Potok powstaje z wielu źródłowych cieków spływających spod głównego grzbietu Beskidu Małego na odcinku od Kocierza (884 m) po Błasiakówkę (ok. 750 m). Dwa główne cieki łączą się z sobą na wysokości około 540 m i od tego miejsca jednym już korytem Cisowy Potok spływa w południowym kierunku. Na wysokości 485,5 m uchodzi do Kocierzanki.